# Kobryn
Kobryn (belarussisch Кобрын, russisch Кобрин (Kobrin), polnisch Kobryń) ist eine der ältesten Städte in  Belarus mit ca. 50.000 Einwohnern in der Breszkaja Woblasz.

## Geographie
Die Stadt im Westen von Belarus liegt 50 km von Brest entfernt. Sie liegt im Südwesten des Landes auf 52°13' Breite und 24°21' Länge. Kobryn stellt das Zentrum des Rajons Kobrin innerhalb der Breszkaja Woblasz dar. Es liegt an der Europastraße E30 sowie am Dneprowsko-Bugskij-Kanal.

## Geschichte
Kobryn ist als befestigte Inselsiedlung und Fischerdorf bei der Mündung des Flusses Kobrynka in den Muchawez entstanden. Hier wurde eine zweiteilige Zitadelle mit Ober- und Unterschloss errichtet. Zum ersten Mal wurde Kobryn im Jahre 1287 in der Hypatiuschronik als Stadt erwähnt. 1366 bildete sich nach dem Zerfall des Fürstentums Turow-Pinsk das Kobryner Fürstentum, das bis 1490 unter der Herrschaft des litauischen Großfürsten Gediminas und seiner Nachfolger stand, dann bis 1529 zu Polen gehörte.
1586 kam die Stadt unter die Herrschaft der polnischen Königin Anna Jagiellonka, Tochter von Bona Sforza und Sigismund I. 1589 erhielt die Stadt Magdeburger Stadtrecht verliehen. 1711 starb die Hälfte der Stadtbevölkerung an einer Seuche. 1766 wurde der Stadt das Magdeburger Recht durch den letzten polnischen König Stanislaw II. August Poniatowski entzogen. Am 18. September 1794 erhielt der russische Feldmarschall Suworow den Besitz über die Herrschaft Kobryn mit 700 dazugehörigen Bauern von Katharina der Großen geschenkt. In der Schlacht bei Kobrin besiegten russische Truppen 1812 die sächsischen Verbündeten Napoleons. 1882 Eröffnung der Eisenbahnlinie Pinsk – Schabinka. Während des Ersten und Zweiten Weltkriegs war Kobryn von deutschen Truppen besetzt. Im Zweiten Weltkrieg wurden zwei Ghettos für Juden eingerichtet. Im Juni wurde Ghetto B und ab Oktober 1942 Ghetto A aufgelöst und dabei wurden insgesamt mehr als 6.000 Menschen ermordet.

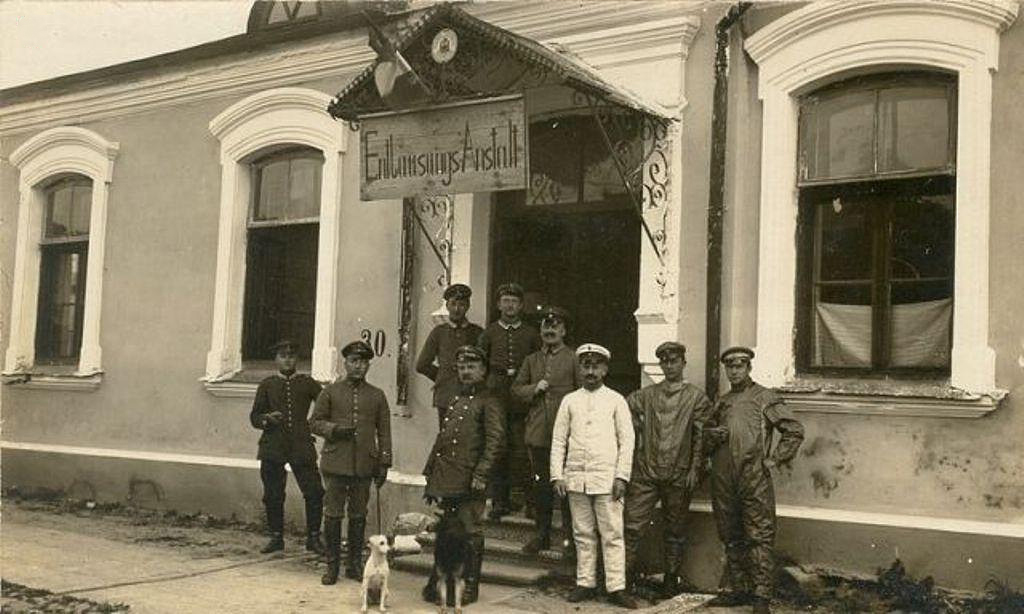
Entlausungsanstalt im Ersten Weltkrieg
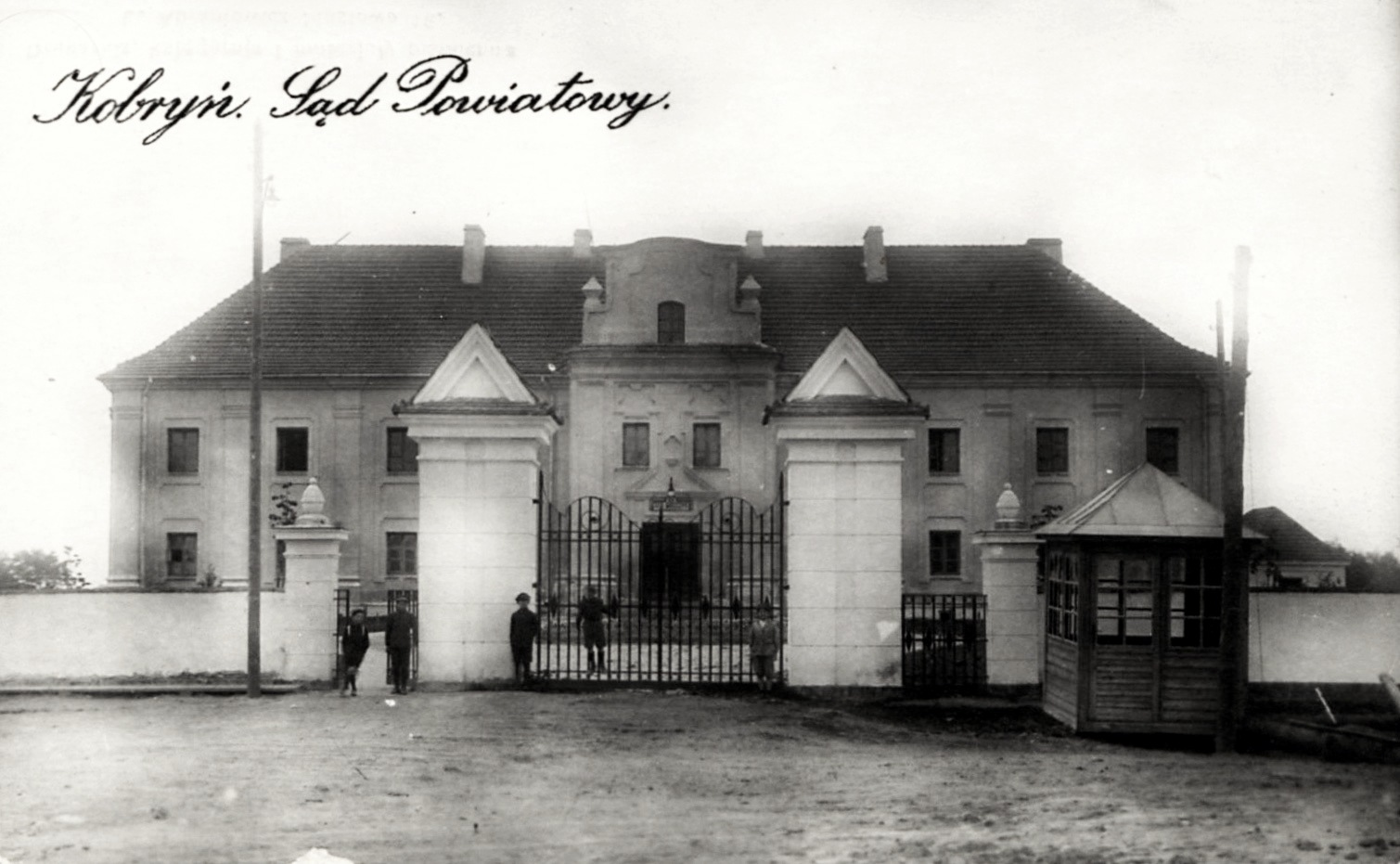
Gebäude des Klosters, 1930er Jahre
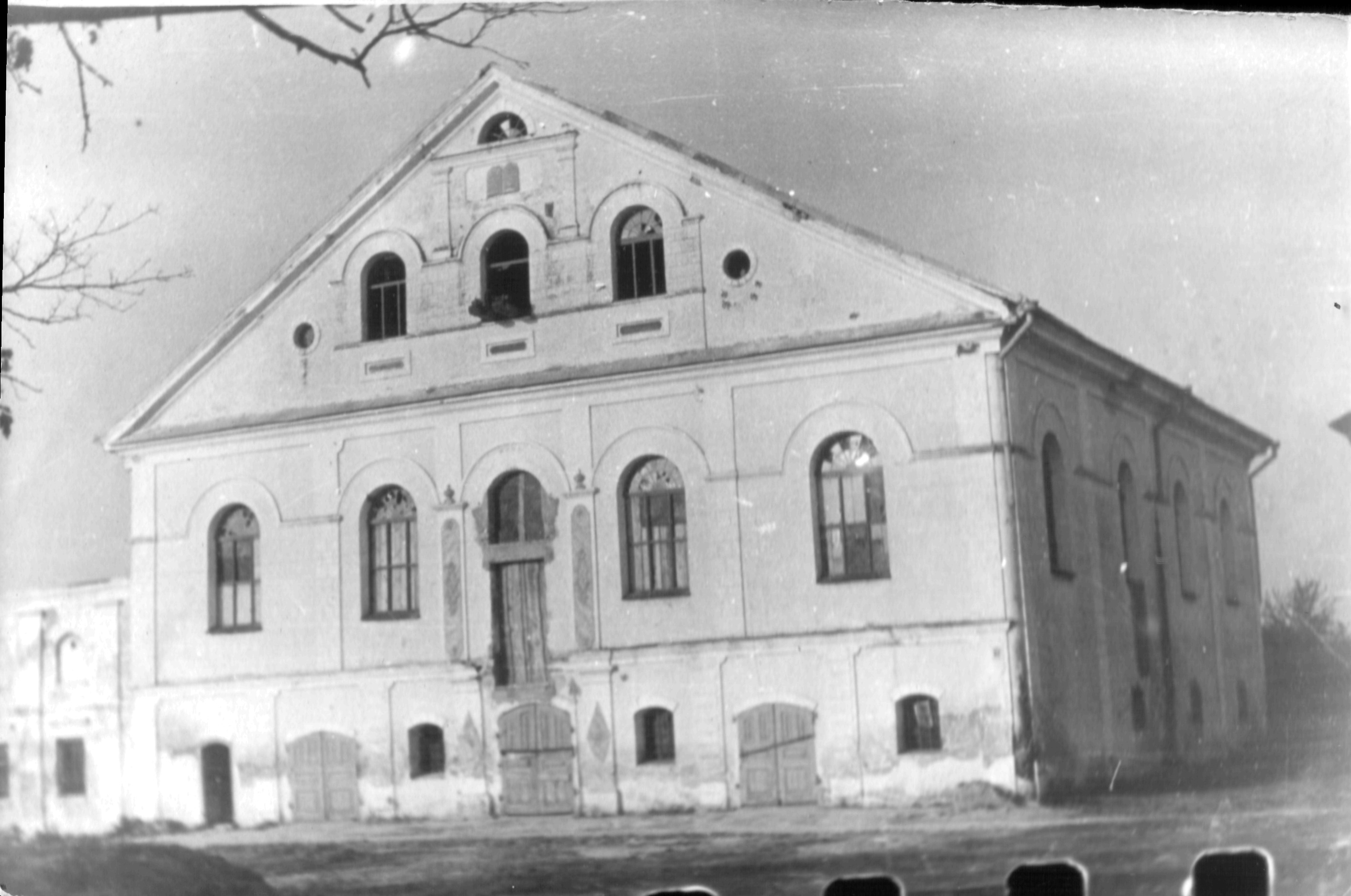
Verfallende Synagoge nach dem Holocaust

## Sehenswürdigkeiten
- Stadtpark
- Denkmal den Gefallenen im Krieg gegen Napoleon
- Suworow-Museum
- Museum des Zweiten Weltkrieges
- Baptistische Kirche
- Ruine der Synagoge (siehe auch: Jüdischer Friedhof (Kobryn))

## Städtepartnerschaften
- Glarus (Schweiz)
- Uelzen (Deutschland)

## Persönlichkeiten

### Söhne und Töchter der Stadt
- Gedaliah Alon (1901–1950), israelischer Historiker
- Samuel Epstein (1919–2001), polnisch-kanadisch-amerikanischer Geochemiker
- Illja Korentschuk (* 1995), ukrainischer Eishockeyspieler
- Dsmitry Parchatscheu (* 1985), belarussischer Fußballspieler
- Oscar Zariski (1899–1986), US-amerikanischer Mathematiker

### Mit Kobryn verbunden
- Zygmunt Ziółkowski (1889–1963) war von 1937 bis 1939 Bürgermeister von Kobryn.